# Серебренников, Михаил Александрович
Михаи́л Алекса́ндрович Сере́бренников (16 сентября 1912, Поим, Пензенская губерния — 28 июля 1982, Симферополь) — старший механик семеноводческого совхоза «Сибиряк» Тулунского района Иркутской области, Герой Социалистического Труда.

Могила Серебренникова на кладбище «Абдал» в Симферополе.

## Биография
Родился 16 сентября 1912 года в селе Поим (ныне — Белинского района Пензенской области) в семье портного. С 1915 года с семьёй жил на Украине, работал по хозяйству, по найму у зажиточных крестьян.
В 1928 году окончил семилетнюю школу, в 1932 — Мелитопольский политехникум; одновременно работал токарем на заводе ОГПУ в Мелитополе.
С 1932 года работал инженером-механиком в краевой конторе заготовительного управления (Восточно-Сибирский край), с 1934 — инженером-механизатором льносовхоза (Тулунский район), с 1937 — инженером-механизатором совхоза «Сибиряк».
В рядах Красной Армии участвовал в боях на реке Халхин-Гол (1939), с октября 1942 года — в боях Великой Отечественной войны на Сталинградском, Южном, 4-м Украинском фронтах. В 1942 году вступил в ВКП(б). Адъютант 2-го танкового батальона (36-я гвардейская танковая бригада), был дважды ранен — в январе и апреле 1943 года, удостоен боевых наград. Демобилизован в звании капитана.
После войны продолжал работать в совхозе «Сибиряк» инженером-механиком, старшим механиком. Указом Президиума Верховного Совета СССР от 3 мая 1947 года за получение высоких урожаев ржи (30,8 ц/га на площади 82 га) удостоен звание Героя Социалистического Труда.
Умер в Симферополе в июле 1982 года. Похоронен на кладбище Абдал.

## Награды
- орден Отечественной войны 2-й (27.2.1944)[2] и 1-й (15.9.1944)[3] степеней
- звание Героя Социалистического Труда с вручением золотой медали «Серп и Молот» (№ 1891) и ордена Ленина (№ 71307; 29.3.1947)
- орден Ленина (3.5.1948)
- медали[1].